# Šperk

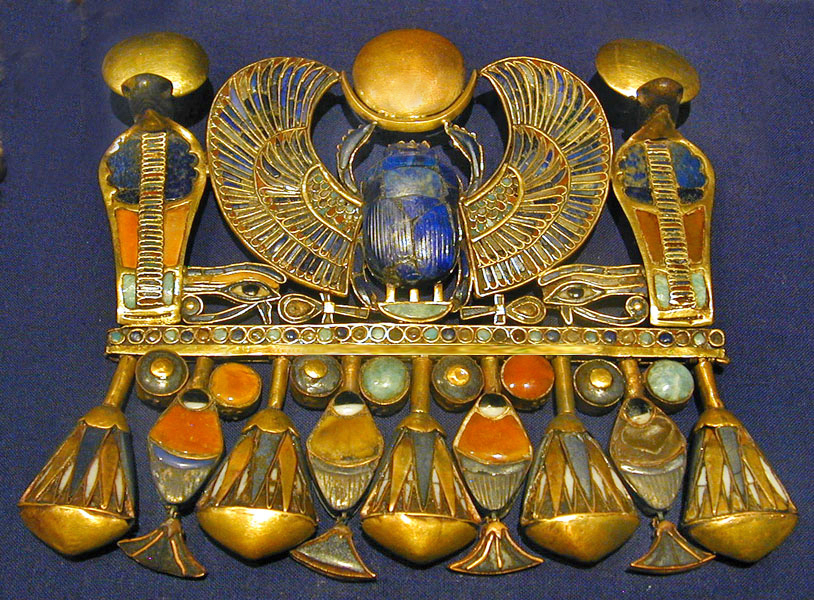
Tutanchamónův pektorál se skarabeem

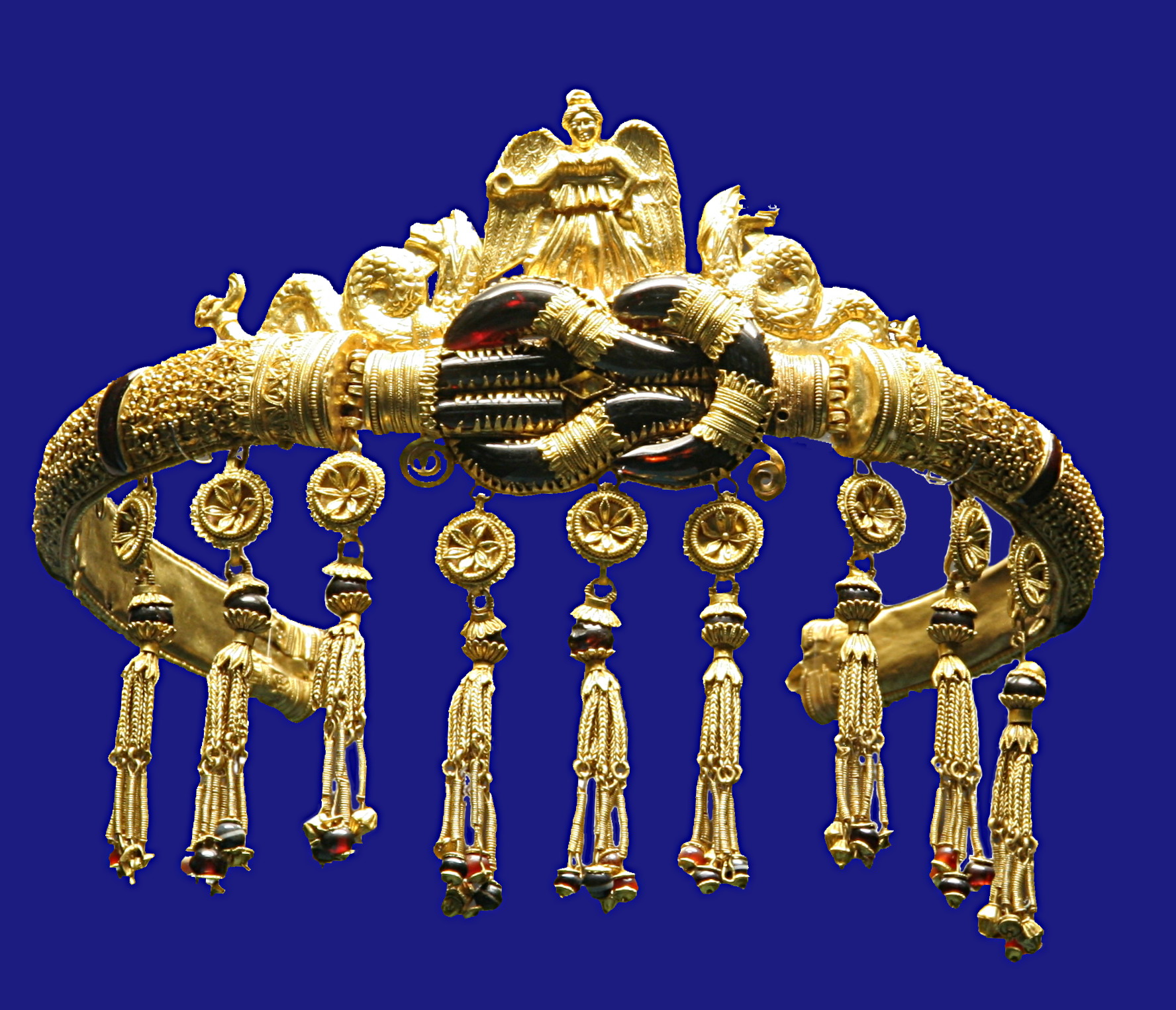
Zlatá čelenka s diadémem, klasické Řecko, 3. stol. př. Kr., nález Pontika, Ukrajina

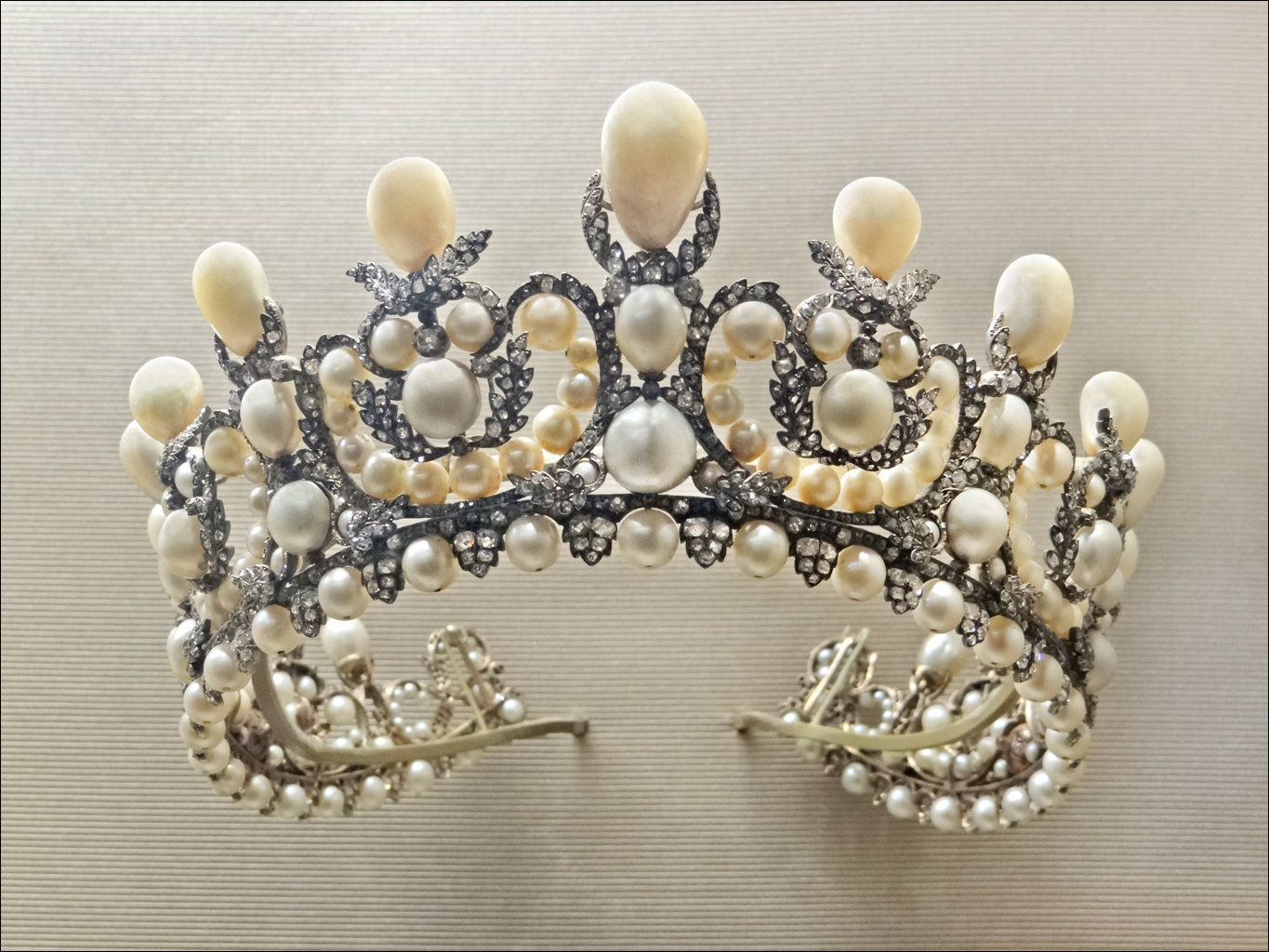
Svatební čelenka - diadém francouzské císařovny Eugénie, Paříž 1853 (Louvre) (7166066743)

Šperk je zpravidla drobný ozdobný předmět, který se nosí na těle nebo na oděvu, obvykle vyrobený z drahých kovů a drahých kamenů, v tom případě se může nazývat klenot, nebo je zhotoven z obecných kovů (kovová bižuterie) či syntetických materiálů (plasty, syntetické drahokamy) nebo skla (skleněná bižuterie). V poslední době vznikají šperky také spojením drahého kovu se syntetickým kamenem (např. zirkonia).

## Popis
Šperky se vyrábějí z drahých kovů, zejména ze zlata, stříbra a platiny, ale také z obecných kovů, například z chirurgické oceli, wolframu, palladia nebo titanu. Na zlaté šperky se užívají různě barevné slitiny (žluté, bílé, červené, vzácněji zelené a růžové zlato), které se liší různým poměrem přísad, nejčastěji stříbra a mědi, ale také palladia a dalších kovů. Na povrchovou úpravu stříbrných šperků se užívá rhodium, které zabraňuje černání a snižuje reakci s lidskou pokožkou.
Šperky nosí muži, ženy, děti i domácí zvířata. V mnohých kulturách je šperk častěji ozdobou žen. V mužském šperku převažovaly ozdoby zbraní, klobouku, opasku a obuvi; některé přetrvaly do současnosti jako součást společenského obleku (ozdoba do klopy, manžetové knoflíky, frakové knoflíky, sponka na kravatu, jehlice do límce). Některé šperky, například prsteny, mohou být odznakem moci, společenského postavení, osobního závazku, osobního zaslíbení, identifikace (u vojáků), nebo úřadu či diplomatického pověření úkolem.
Zhotovováním šperků se zabývají zlatníci, stříbrníci, klenotníci, šperkaři, sériovou výrobou se zabývají šperkařské závody, velkovýrobou šperkařský průmysl.

## Typy šperků
- Aigrette
- brož
- čelenka
- diadém
- gombík

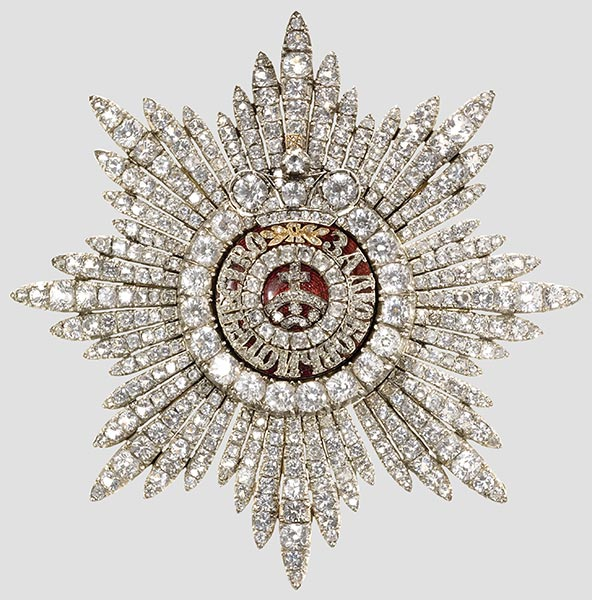
Hvězda s diamanty ženského řádu Sv. Kateřiny, Rusko, 1860-1870

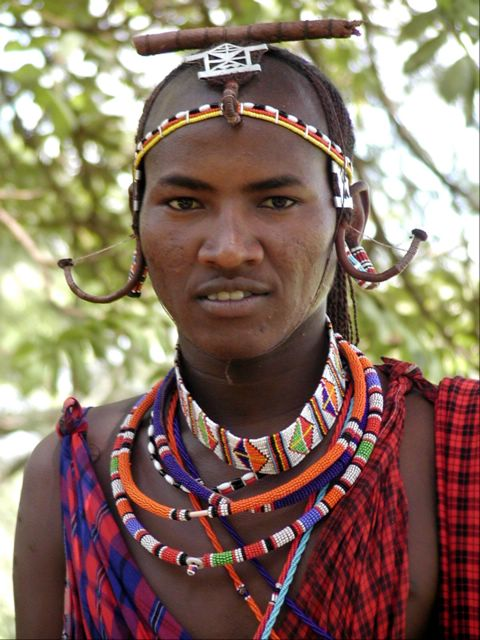
Muž z Keni s tradiční ozdobou

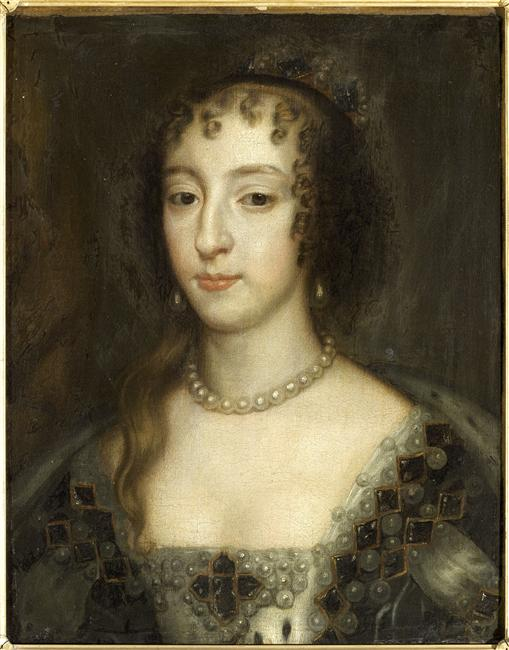
P. Lely: Henrietta Francouzská (1660)

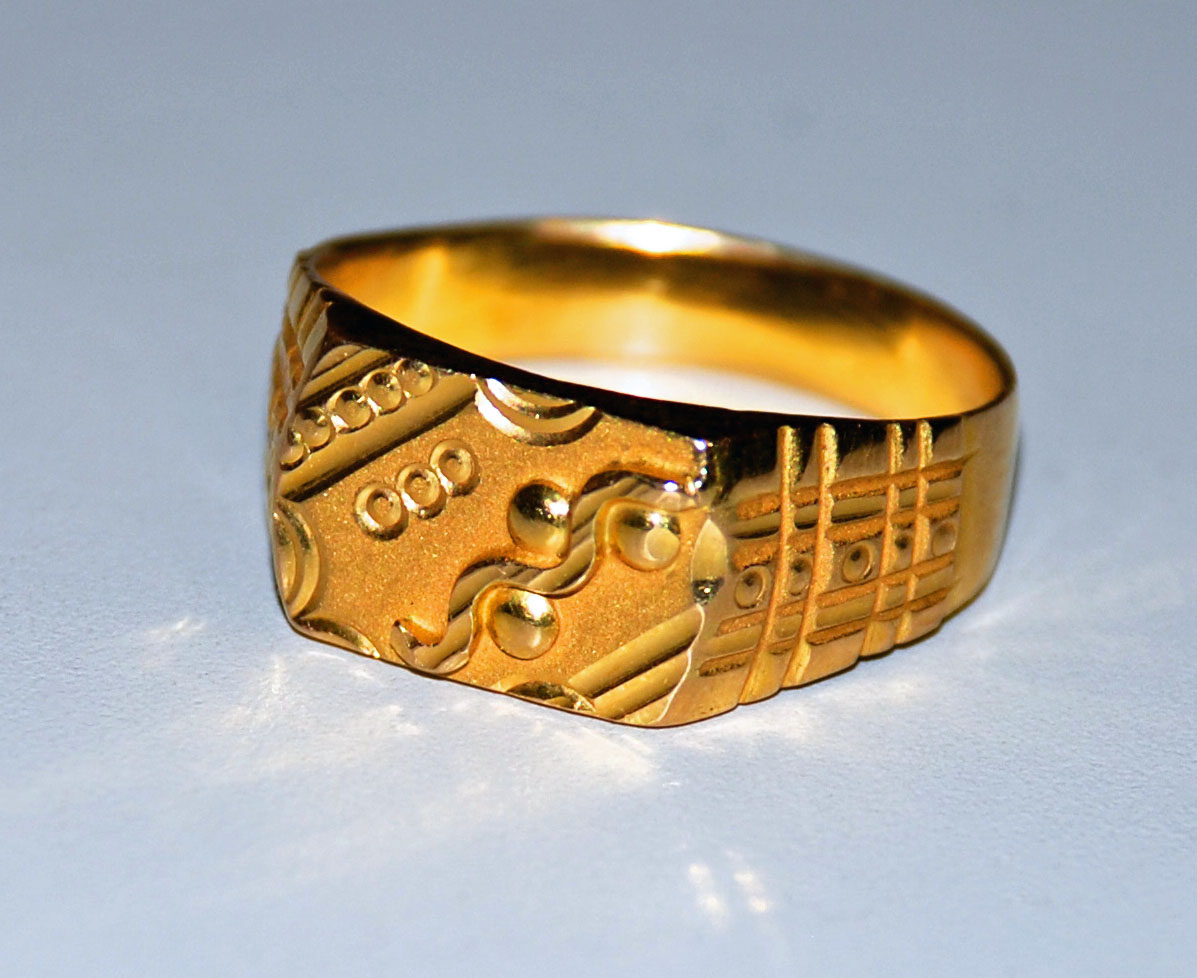
Současný zlatý snubní prsten

- jehlice (šperk) do vázanky, do kravaty, do klobouku, do vlasů
- knoflík; manžetový knoflík
- křížek, náhrdelní závěsný na řetízku často nazývaný pektorál,
- korále, vrtané kameny nebo perly na šňůře
- koruna
- medaile v rámečku s ouškem, častý šperk křestní nebo svatební dar
- medailon
- náhrdelník - má delší šňůru či řetízek, na němž může být přívěsek
- nákončí řemene či opasku
- nákrčník úzký náhrdelník, též zvaný obojek (francouzsky collier)
- nánožník náramek nebo prsten určený na nohu
- náramek
- náušnice
- pás článkovaný, opasek
- pektorál - pektorální tj. nákrční šperk, zpravidla závěsný štít nebo křížek
- prsten
- přezka opasku, řemene zbraně či obuvi
- přívěsek, například křížek, madonka, srdíčko
- řetěz k hodinkám
- řetízek
- spona pláště, též fibule či agrafa
- šatléna - krátký řetízek se zavěšenými přívěsky, např. pečetidlo, klíček
- vyznamenání - řádové kříže, hvězdy nebo medaile
- záušnice

## Historie
Nejstarší nálezy provrtaných mušlí, které sloužily jako šperky, jsou asi 100 tisíc let staré. Různé ozdoby, zejména náhrdelníky, spony a záušnice, se objevují už v pohřbech z doby bronzové a byly patrně odznakem vyššího postavení svých nositelů. Náhrdelníky se vyráběly z provrtaných zvířecích zubů, ozdobných mušlí, hliněných a později i skleněných barevných korálků. Brzy se začaly zhotovovat ručně zpracováním drahých kovů, nejprve tvářením a tepáním, později i odléváním a dalšími zlatnickými technikami. Už z 1. tisíciletí př. n. l. pocházejí „zlaté poklady“ s množstvím zlatých šperků a slavnostních zlatých nádob, jaké se našly například ve starověkém Egyptě, Asýrii, Mezopotámii, Persii, Řecku, Itálii, ve Španělsku i v dnešním Turecku a Tádžikistánu. Svědčí o nesmírném bohatství tehdejších vládců, vojevůdců či obchodníků.
Některé šperky sloužily i jako amulety, jako ochrana proti uřknutí nebo zlým silám, jiné byly výrazem postavení a autority. Na Blízkém Východě se hojně užívaly pečetní prsteny s glyptikami. Vysokou úroveň dosáhlo šperkařství ve starém Egyptě, kde byly prsteny, přívěsky i větší náprsní pektorály také odznaky moci a úřadu. V pozdním egyptském období se neobyčejně rozšířily drobné stříbrné amulety, které se vyráběly hromadným odléváním do kamenných forem.
V antickém starověku se šperky zdobily děti, ženy i muži a řada tehdejších autorů si na to výslovně stěžuje. Na římských freskách a mozaikách lze vidět bohaté ženy s náhrdelníky a náušnicemi s drahými kameny, muže s drahocennými sponami a prsteny. Rané křesťanství šperkům nepřálo, nicméně se už od raného středověku vyskytují biskupské prsteny jako odznaky úřadu, někdy zlaté, někdy i bronzové. Bohaté nálezy stříbrných a vzácně i zlatých šperků pocházejí z velkomoravské doby, hlavně typické spony a záušnice, ale také náprsní kříže.
Velký rozmach evropského šperkařství nastal v bohatých městech pozdního středověku a renesance, jak je vidět i na dobových portrétech zámožných lidí. Velké oblibě se těšily prsteny u mužů i žen a výrazně se zdokonalilo broušení drahých kamenů. V měšťanských rodinách se šperky dědily po řadu generací a tvořily rodinné bohatství. Zatímco šperky ze zlata a stříbra nacházíme už ve starověku, výrazně pozdější záležitostí jsou šperky z platiny, která byla nalezena jako samostatný kov až roku 1735 v Kolumbii.[chybí lepší zdroj] V 19. století dosáhlo řemeslné šperkařství technického vrcholu a zároveň mu začala konkurovat strojová výroba, levná lisovaná a hromadně odlévaná bižuterie z obecných kovů se sklíčky místo drahokamů. Důležitým střediskem výroby bižuterie byly severní Čechy, zejména Jablonec nad Nisou.
Ve 20. století se šperkařství stává nejen uměleckým řemeslem, ale také průmyslovým designem, v němž je návrh oddělen od sériové průmyslové výroby. Zároveň šperk rychleji podléhá proměnám módy a využívá nové technologie přesného lití, lisování či úplné strojní výroby. Drahé kameny se vyrábějí synteticky a od 10. let 20. století se objevují levnější a dokonalé kultivované perly. V poslední době se oživil zájem o stříbrné šperky i o šperky z ušlechtilých ocelí, případně z karbidu wolframu a dalších nových materiálů.

## Významní šperkaři a firmy
- Bulgari
- Cartier
- Carl Fabergé
- Swarovski
- Tiffany & Comp.

## Galerie

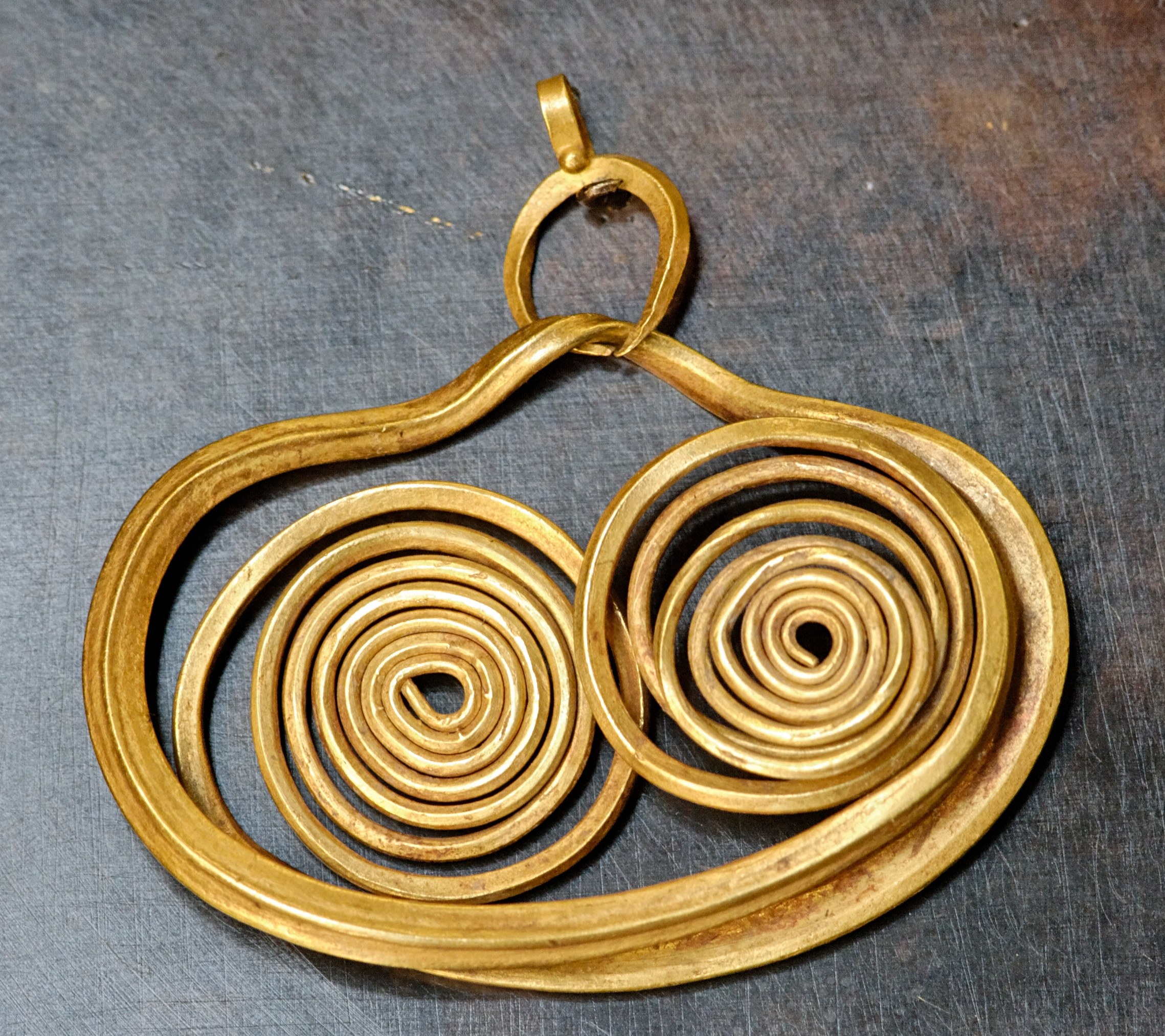
Zlatá náušnice (Mykény, 18. stol. př. n. l.)
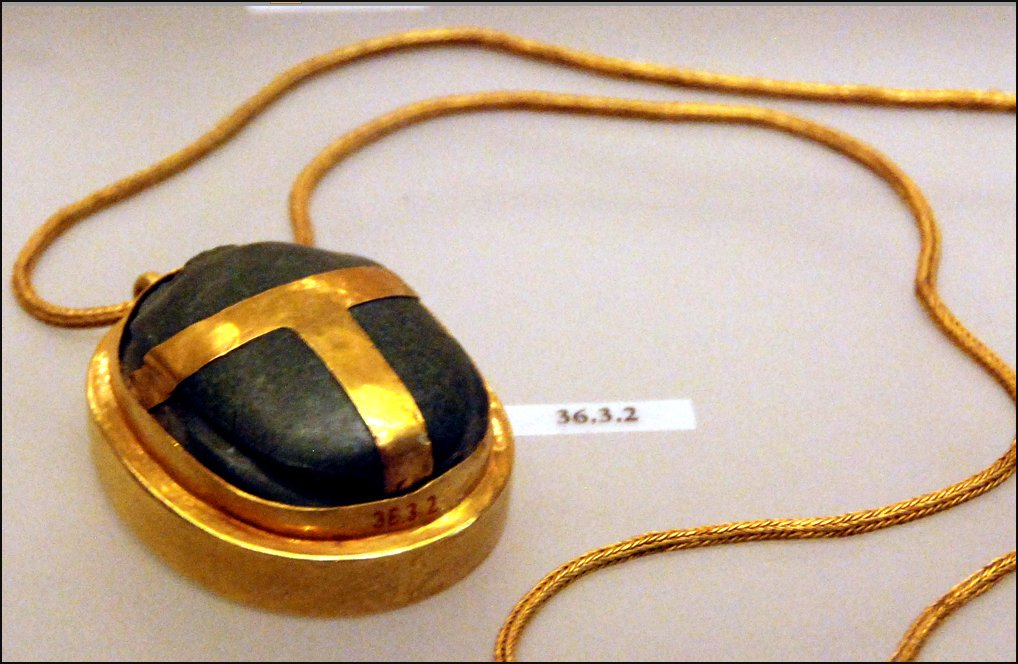
Skarabeus z Théb (15. stol. př. n. l.)
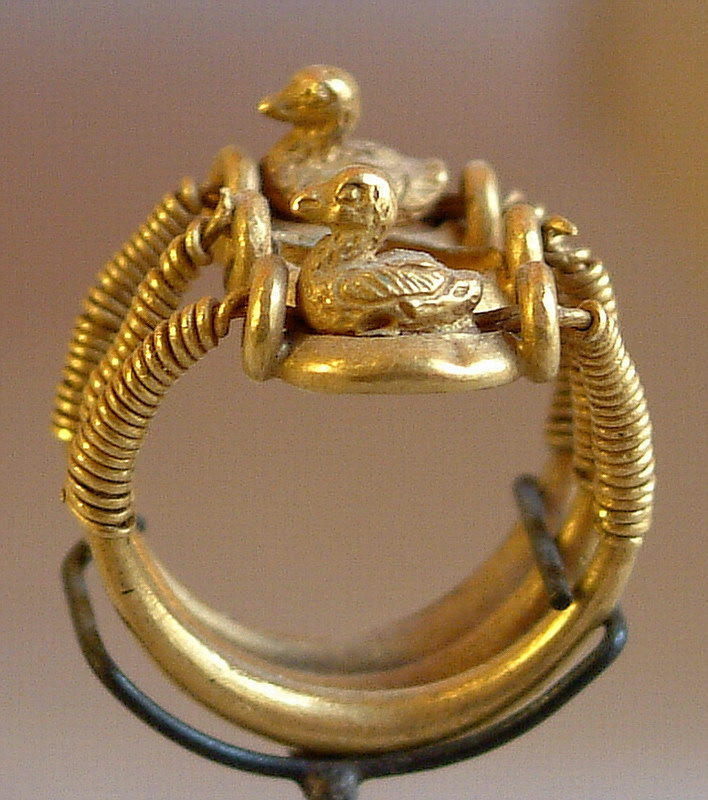
Zlatý prsten Ramesse IV. (kolem 1150 př. n. l.)
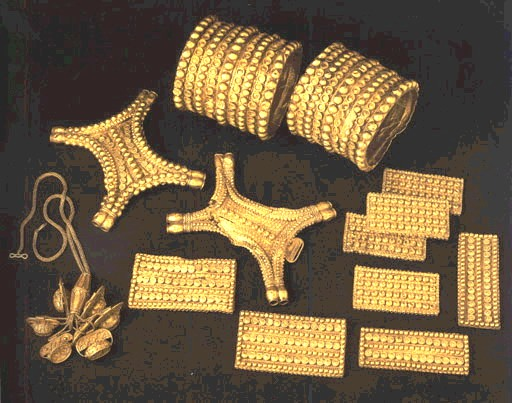
Zlatý poklad z El Carambolo (Sevilla, 7. stol. př. n. l.)
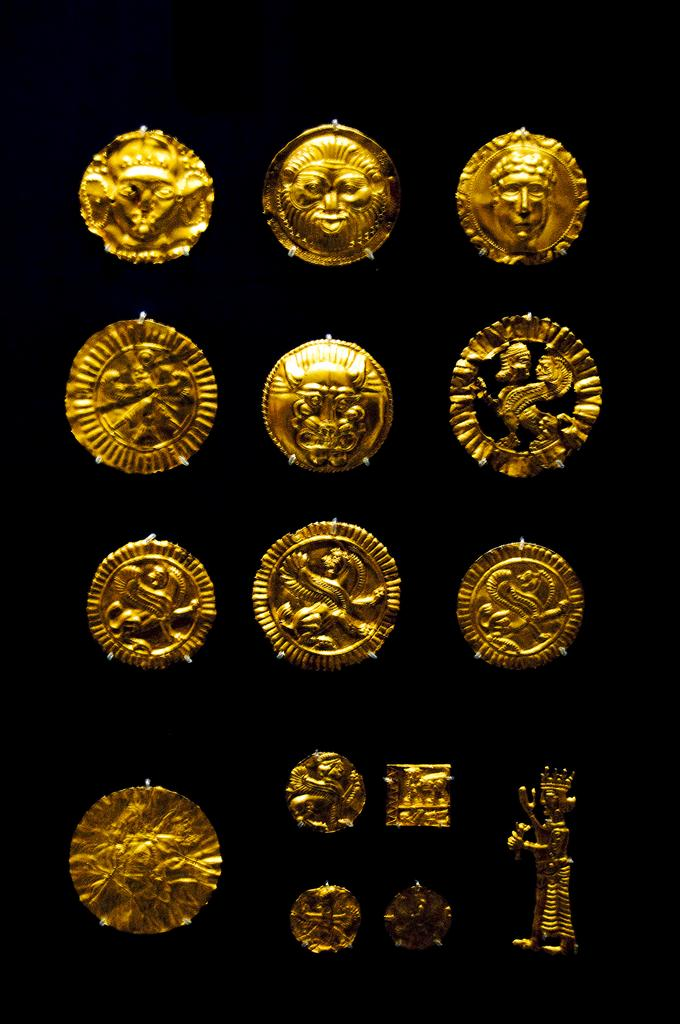
Achaimenovské zlaté medailony (Poklad z Oxu, 6.-4. stol. př. n. l., British Museum)
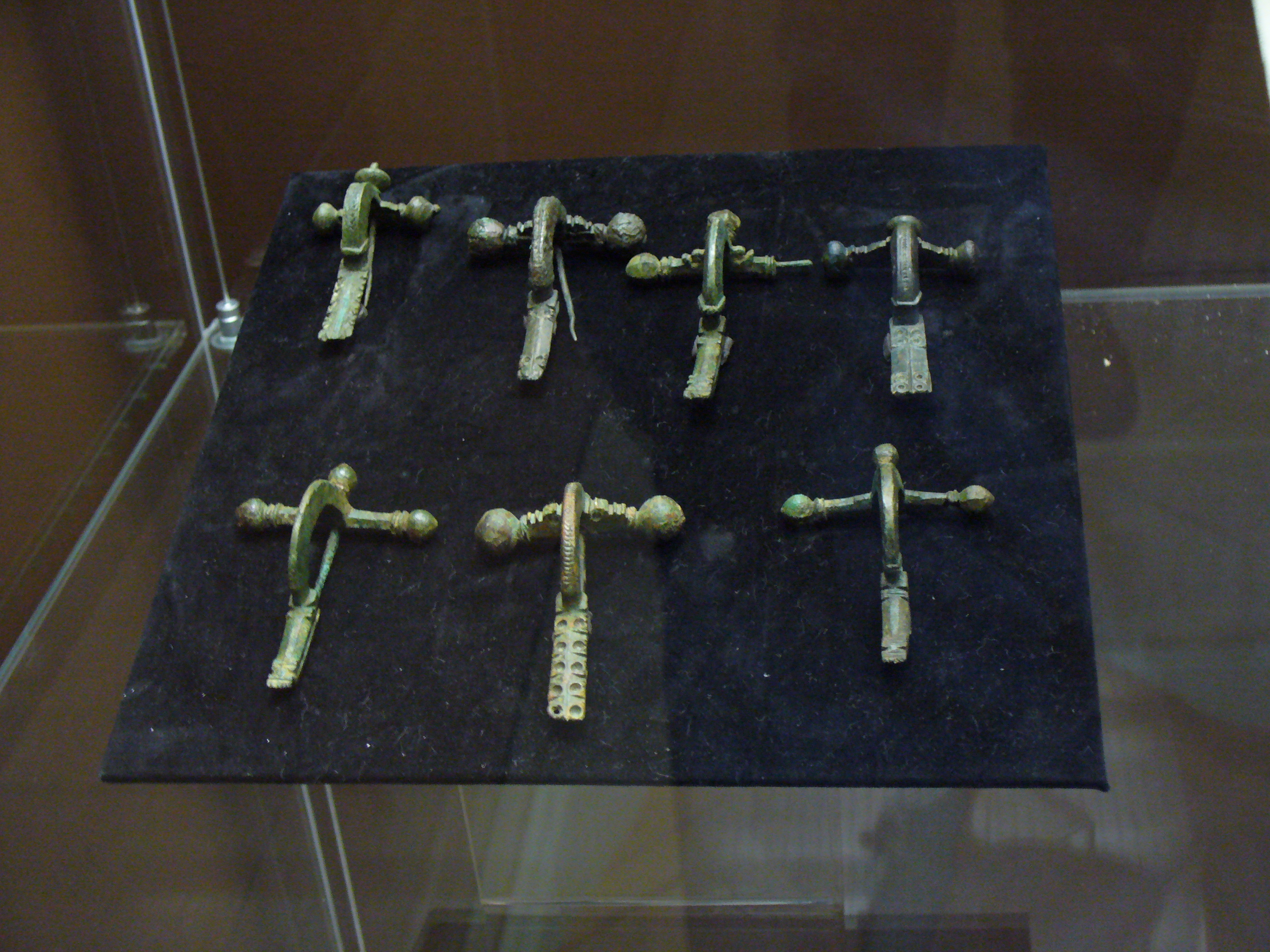
Velkomoravské spony
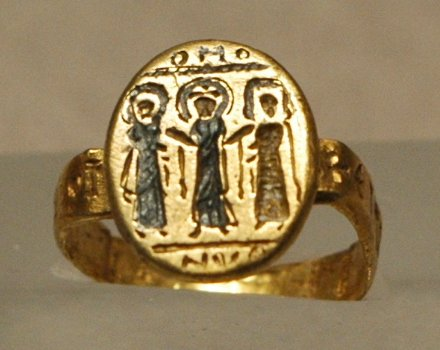
Byzantský svatební prsten (Louvre, 7. stol.)
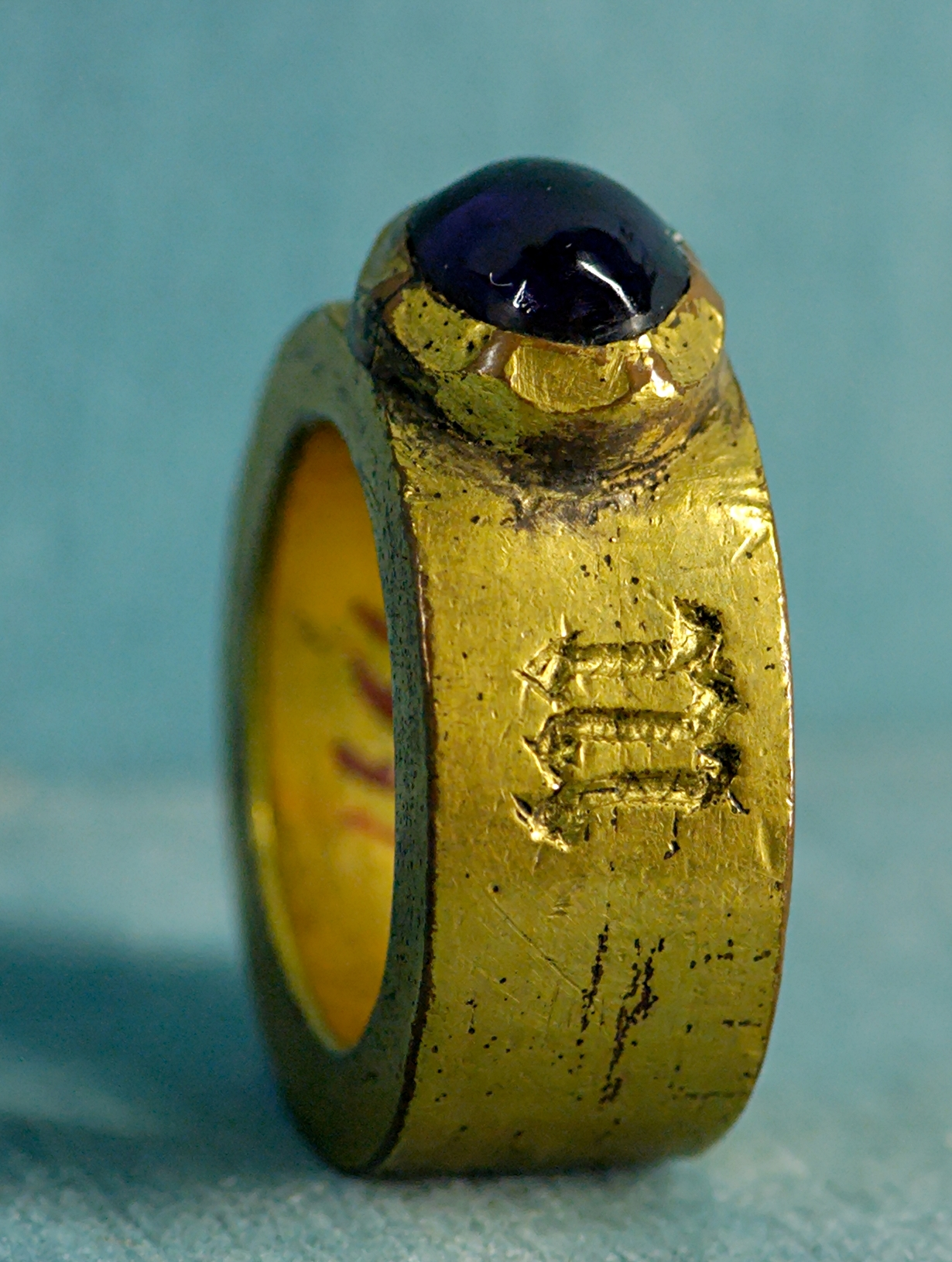
Kněžský bronzový prsten s ametystem(Paříž, 15. stol.)